# Vicoforte
Vicoforte est une commune italienne de la province de Coni, dans la région Piémont.

## Monuments
- Le sanctuaire de Vicoforte, église monumentale à plan ellipsoïdal qui compte parmi les plus importantes du Piémont,  construite en 1596 d'après un projet d'Ascanio Vittozzi.
- Les palazzata, édifices bas à plan semi-octagonal qui entourent la place faisant face à l'église, ont été dessinés également par Ascanio Vittozzi.

## Administration
| Période                                  | Période | Identité | Étiquette | Qualité |
| ---------------------------------------- | ------- | -------- | --------- | ------- |
|                                          |         |          |           |         |
| Les données manquantes sont à compléter. |         |          |           |         |

### Communes limitrophes
Briaglia, Monastero di Vasco, Mondovi (Italie), Montaldo di Mondovì, Niella Tanaro, San Michele Mondovì, Torre Mondovì